# Antonín Pešek
Antonín Pešek (* 1948) je český muzikolog a germanista.

## Životopis
Vystudoval germanistiku na Karlově univerzitě v Praze a doktorát obhájil roku 1971 prací na téma Rozhlasové hry Heinricha Bölla. Zároveň absolvoval v letech 1963 – 1969 soukromou klavírní výuku u profesorky pražské konzervatoře Erny Grünfeldové. V letech 1972 – 1977 a 1991 – 2010 přednášel na Karlově univerzitě dějiny německé literatury a úvod do dějin německé kultury, 1981 – 1990 působil jako dramaturg České filharmonie, 1990 – 1996 vedl – jako vůbec jediný ředitel z východní Evropy v Německu - Stuttgartský komorní orchestr a od roku 1991 spolupracoval jako umělecký manažer s hudebními institucemi a festivaly v Německu, Francii, Itálii, Rakousku, Španělsku, Izraeli, Japonsku, Jižní Americe a Austrálii.

## Publicistika
Publikoval muzikologické články, hudební kritiky a kulturněhistorické fejetony v denním tisku i odborných časopisech (Lidová demokracie, Svobodné slovo, Gramorevue) a průvodní texty napsal ke gramofonovým snímkům pro Supraphon, ECM, Orfeo a Discover (Haydn, Schumann, Schubert, Rossini, Fibich) a do programů České filharmonie (Schumann, Dvořák, Verdi, Musorgskij, Orff). V literární oblasti doplnil vysvětlujícími komentáři české překlady děl Hermanna Hesseho, Thomase Manna a Alfreda Döblina vydané nakladatelstvím Odeon a přeložil básnický román Hyperion Friedricha Hölderlina (1988, 1999), výbor Hölderlinových vrcholných básní nazvaný Blažený mezi bohy (2000) a Knihu písní Heinricha Heina (2007). Všechny tři publikace opatřil obsáhlými eseji a studii vydal i k Listům na podporu humanity Johanna Gottfrieda Herdera (2003). O recepci Hermanna Hesseho v Čechách uveřejnil roku 1978 stať v proslulém německém nakladatelství Suhrkamp ve Frankfurtu n. M. a na objednávku slavných Vídeňských filharmoniků přeložil roku 1991 pro jejich vídeňská provedení Polní mše Bohuslava Martinů její text do němčiny. Jeho nejnovější knižní publikací je pojednání o Tristanovi a Isoldě z roku 2010, pojaté jako komplexní historie jednoho závažného kulturního námětu. Tuto práci dále rozšířil doplněným 2. vydáním, které vyšlo v roce 2015.

## Hudebně organizátorská činnost
Významná byla také jeho hudebně organizátorská činnost, která přispěla k obohacení českého kulturního života pozváními světových dirigentů do sezón České filharmonie (Ch. Dohnányi, E. Leinsdorf, G. Sinopoli, E. P. Salonen, Ch. Eschenbach, S. Bychkow) a koncepcí mimořádných programových celků jako byly pražské Bachovy dny roku 1985 (H. Rilling, P. Schreier), Mozartovy dny 1987 (C. Abbado a Vídeňští fil-harmonikové) a Dvořákův festival v roce 1991, obsazený předními zahraničními umělci: Ch. v. Dohnányim, N. Marrinerem, G. Albrechtem a W. Sawallischem. Zasloužil se rovněž o širší prosazení českých vokálních souborů ve světě, např. Pražského filharmonického sboru (v letech 1978 – 90) a Pražského komorního sboru, který roku 1990 založil a do roku 2008 vedl (přes tisíc koncertů doma a hlavně v zahraničí).

## Knižní publikace Antonína Peška
- Friedrich Hölderlin: Hyperion (překlad a doslov), Odeon Praha 1988
- Friedrich Hölderlin: Hyperion (překlad a doslov), Český klub Praha 1999
- Friedrich Hölderlin: Blažený mezi bohy (překlad a esej), Český klub Praha 2000
- Heinrich Heine: Kniha písní (překlad a esej), Professional Publishing Praha 2007
- Tristan a Isolda, příběh jednoho kulturního námětu, Professional Publishing Praha 2010
- Tristan a Isolda, úvahy o jednom kulturním námětu, Professional Publishing, Praha 2015

### Eseje a doslovy
- Problém západoněmeckého poválečného vývoje ke konzumní společnosti v tvorbě Heinricha Bölla, Acta Universitatis Carolinae, UK Praha 1972
- Hermann Hesse: Narcis a Goldmund, Odeon Praha 1978
- Hermann Hesses weltweite Wirkung, 2. Band, Suhrkamp Frankfurt am Main 1979
- Thomas Mann: Novely a povídky, Odeon Praha 1979
- Thomas Mann: Zpověď hochštaplera Felixe Krulla, Odeon Praha 1979
- Thomas Mann: Buddenbrockovi, Odeon Praha 1980
- Heinrich Heine: Písně lásky a hněvu, Odeon Praha 1980
- kolektiv autorů: Světová literatura I., SPN Praha 1984
- Alfred Döblin: Milost se neuděluje, Mladá fronta Praha 1985
- Kolektiv autorů: Světová literatura II a III, SPN Praha 1986
- Thomas Mann: Zpověď hochštaplera Felixe Krulla, Odeon Praha 1986
- Thomas Mann: Královská výsost, Odeon Praha 1987
- Johann Gottfried Herder: Dopisy na podporu humanity, Český klub Praha 2003

### Rozsáhlejší muzikologické a hudebněhistorické studie
- Ohlédnutí za padesátiletím Pražského filharmonického sboru, Gramorevue, č. 3, 1985
- Schumann: Ráj a Peri, Supraphon Praha 1987 a 1989
- Festival Pražské jaro na rozcestí, Gramorevue, č. 5, 1990
- Zdeněk Fibich – the third musical classicist, Wexford Festival Opera 1996
- Böhmische Sakralmusik im Mittelpunkt historischer Konflikte, ECM Records 1997
- Zdeněk Fibich – der dritte tschechische Musikklassiker, Orfeo München 2000

### Další publikace
- Česko-německý terminologický slovníček výtvarného umění, PIS Praha 1998